# Ломовська сільська рада (Бєлорєцький район)
Ло́мовська сільська рада (рос. Ломовский сельский совет) — муніципальне утворення у складі Бєлорєцького району Башкортостану, Росія. Адміністративний центр та єдиний населений пункт — село Ломовка.

## Історія
До 17 грудня 2004 року сільрада мала статус селищної ради, так як село Ломовка мало статус смт, вона підпорядковувалась Бєлорєцькій міській раді, так як місто Бєлорєцьк мало статус міста обласного підпорядкування. До складу селищної ради також входило селище Желєзнодорожний, яке було відокремлене при утворені окремої Желєзнодорожної сільради.

## Населення
Населення — 2544 особи (2019, 2620 в 2010, 3172 в 2002).